# Никарагуанская кордоба
Никарагуа́нская ко́рдоба (исп. Córdoba) — денежная единица Никарагуа.

## История

Анастасио Сомоса на 1000 кордоб. 1972 год, аверс

Кордоба была впервые введена в обращение 20 марта 1912 года. Первоначально, Центральным банком страны выпускались монеты номиналом 1/2, 1, 5, 10, 25 сентаво и 1 кордобу, а также бумажные банкноты номиналом 1, 2, 5, 10, 20, 50 и 100 кордоб. Одна кордоба была равна 100 сентаво.
Выпуск бронзовых монет номиналом 1/2 сентаво был прекращен в 1937 году.
В 1945 году была выпущена банкнота номиналом 500 кордоб.
В 1953 году в обращение была введена купюра в 1000 кордоб.
В 1960-е годы, с началом гражданской войны, увеличения военных расходов и нарастанием нестабильности имеет место снижение покупательной способности национальной валюты.

### Денежная реформа 1981 года
В июле 1979 года сандинистская революция свергла диктатора Сомосу. Новое правительство провело денежную реформу, в ходе которой в обращение были введены бумажные деньги нового типа (с портретом генерала Сандино).

#### Сандино на кордобе (1979—1990)
|                                         |                                         |                                         |
| Сандино на 1000 кордоб. 1980 год, аверс | Сандино на 1000 кордоб. 1985 год, аверс | Сандино на 20 кордобах. 1990 год, аверс |

## Гиперинфляция,1980-е

Сандинистская революция 19 июля на 1000 кордоб 1985 года

Революция на 50 000 кордоб 1987 года

|                                 |                                 |                                             |                                             |
| 20 тысяч из 20 кордоб 1987 года | 20 тысяч из 20 кордоб 1987 года | 100 тысяч 1989 года из 100 кордоб 1985 года | 100 тысяч 1989 года из 100 кордоб 1985 года |

|                                 |                                 |                                            |                                            |
| 50 тысяч из 50 кордоб 1987 года | 50 тысяч из 50 кордоб 1987 года | 500 тысяч 1990 года из 20 кордоб 1985 года | 500 тысяч 1990 года из 20 кордоб 1985 года |

|                                          |                                          |                                            |                                            |
| 10 тысяч 1989 года из 10 кордоб 1985 год | 10 тысяч 1989 года из 10 кордоб 1985 год | Миллион 1990 года из 1000 кордоб 1985 года | Миллион 1990 года из 1000 кордоб 1985 года |

В Никарагуа в 1980-х годах происходила фактически гражданская война между пришедшими к власти в конце 1970-х левыми «сандинистами» и проамериканскими «контрас».
Сандинисты имели огромную проблему в лице США, которые, чтобы подорвать влияние СССР в стране, организовали и финансировали партизанскую войну «сомосовцев» по границам республики (также как и в Афганистане), особенно вдоль границы с Гондурасом, где находились американские базы снабжения.
Это способствовало быстрой гиперинфляции, которая в 1988 году достигла тридцати тысяч процентов.
В результате на протяжении нескольких лет делались надпечатки на банкнотах старых годов выпуска, в тысячи и десятки тысяч раз увеличивавшие номинал данных купюр.
|                                    |  |
| 500 тысяч из 1000 кордоб 1987 года |  |

Надпечатки делались простой чёрной типографской краской (в одну краску) в 1987—1991 годах на купюрах образца 1979 и 1985 годов.
Данные надпечатки выполнялись зачастую весьма некачественно: или на одной стороне купюры, или криво, или перевёрнутые надпечатки (вверх ногами), или плохо пропечатанный оттиск.
Из-за лёгкости подделок широко были распространены фальшивые деньги с данными надпечатками.
Ошибки надпечаток банкнот Никарагуа 1989 и 1990 года
| | |                                                                                  |                                                                                  |
| 100 тысяч 1989 года из 100 кордоб 1985 года, перевёрнутая надпечатка на аверсе и её отсутствие на реверсе | 100 тысяч 1989 года из 100 кордоб 1985 года, перевёрнутая надпечатка на аверсе и её отсутствие на реверсе | 200 тысяч 1990 года из 1000 кордоб 1985 года, перевёрнутая надпечатка на реверсе | 200 тысяч 1990 года из 1000 кордоб 1985 года, перевёрнутая надпечатка на реверсе |

## Современное состояние
С 1990 года валютой Никарагуа является золотая кордоба, равная 100 сентаво.
В денежном обращении находятся:
- банкноты 1000, 500, 200, 100, 50, 20 и 10 золотых кордоб;
- монеты в 10, 5 и 1 золотую кордобу, 50, 25, 10 и 5 сентаво.